# Multivers
Multiverset (eller meta-universet, metavers) er det hypotetiske sæt af adskillige, mulige universer (omfattende det historiske Univers, vi konstant erfarer), som tilsammen rummer alting, der eksisterer: helheden af rum, tid, betydning, og energi såvel som de fysiske love og konstanter, der beskriver dem. Begrebet blev skabt i 1895 af den amerikanske filosof og psykolog William James. Sættet af forskellige universer inde i multiverset er nogle gange blevet kaldt parallelle universer.
De enkelte universer og disse ens eller forskellige natur, samt deres sammenhæng med hinanden, danner tilsammen Multiversets struktur. Denne struktur afhænger igen af hvilke hypoteser der lægges til grund. Der har være opstillet hypoteser indenfor både fysik, astronomi, religion, filosofi, transpersonal psykologi og fiktion.
| Fysik | Spire Denne artikel om fysik er en spire som bør udbygges. Du er velkommen til at hjælpe Wikipedia ved at udvide den. |